# Mirga Gražinytė-Tyla

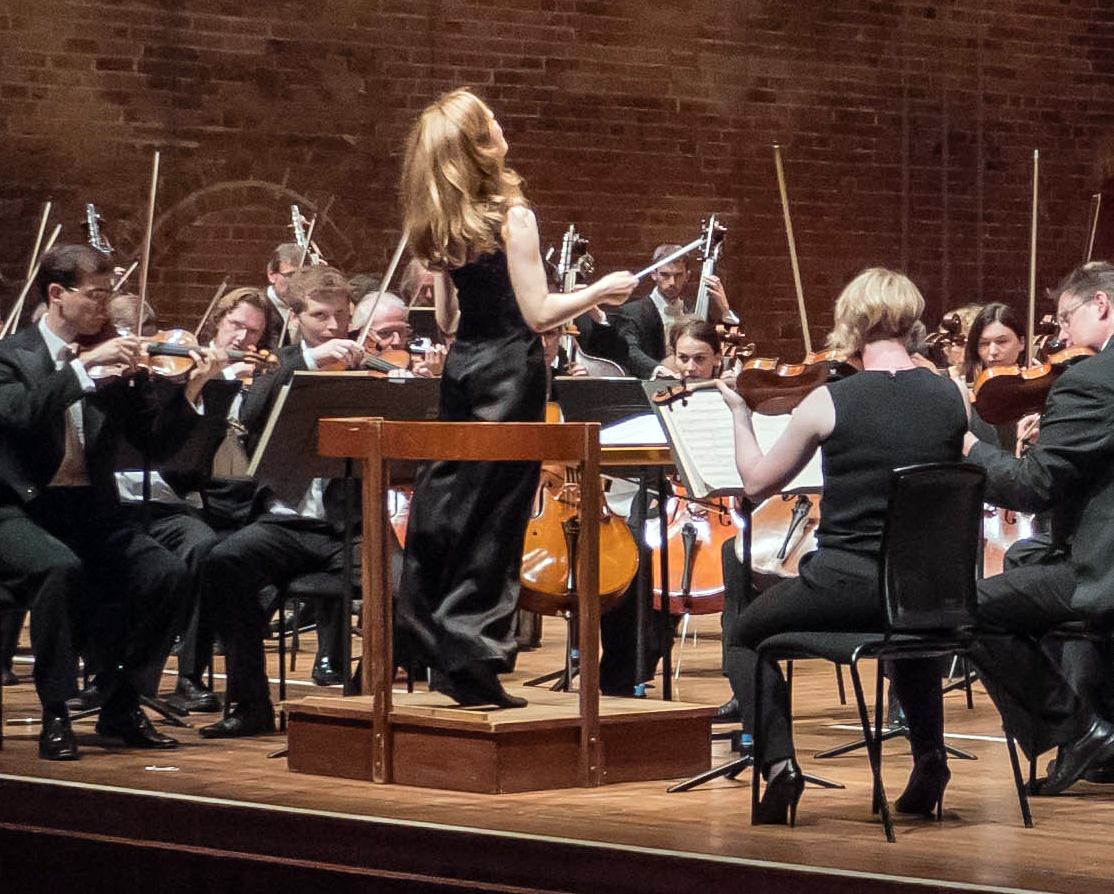
Mirga Gražinytė-Tyla dirigeert het City of Birmingham Symphony Orchestra bij het Aldeburgh Festival of Music and the Arts, juni 2017

Mirga Gražinytė-Tyla (Vilnius, 29 augustus 1986)  is een Litouwse dirigente.

## Carrière
Mirga Gražinytė, die het woord 'Tyla' (Litouws voor 'stilte') toevoegde aan haar achternaam, komt uit een familie van professionele musici. Haar vader Romualdas Gražinis is koordirigent en muziekleraar in Vilnius, haar moeder Sigutė Gražinienė is pianiste en zangeres. Haar grootmoeder Beata Vasiliauskaitė-Šmidtienė was violiste. Haar jongere zus is de pianiste Onutė Gražinytė. Haar oudtante is componist en haar oudoom organist. Ze volgde het voorbeeld van haar vader en dirigeerde als dertienjarige haar eerste koor. 
Na een opleiding Frans en schilderkunst aan de Nationale M.K. Čiurlionis Academie voor Beeldende Kunsten in Vilnius besloot Gražinytė-Tyla haar roeping te volgen door muziek te gaan studeren. In 2007 behaalde ze in Oostenrijk haar diploma aan de Universität für Musik und darstellende Kunst Graz. Ze zette haar studies voort aan de Felix Mendelssohnschool voor Muziek en Theater Leipzig en rondde die af aan het Zürich Konservatorium Klassik und Jazz.
in 2009 was ze assistent van Kurt Masur bij het Orchestre National de France en in 2010 maakte ze in Osnabrück haar operadebuut met La Traviata. In het seizoen 2011-2012 kreeg ze de functie van tweede dirigent in het Theater Heidelberg en in 2013 werd ze eerste Kapellmeister bij de opera van Bern. In diezelfde periode was ze assistent-dirigent en later 'associated conductor'  bij de Los Angeles Philharmonic naast chef-dirigent Gustavo Dudamel, tot aan 2017. Daarnaast was ze van 2015 tot 2017 muziekdirecteur van het Salzburger Landestheater.    
In juli 2015 stond Gražinytė-Tyla als gastdirigent voor het eerst voor het City of Birmingham Symphony Orchestra (CBSO), waar ze in 2016 als eerste vrouw werd benoemd tot chef-dirigent als opvolgster van Andris Nelsons met een looptijd van drie jaar, later verlengd tot 2021. Ze maakte een succesvol debuut met het CBSO op 27 augustus 2016 bij de Londense Proms met onder meer Let me tell you van Hans Abrahamsen (soliste Barbara Hannigan), waar ze bij het slotapplaus het publiek voor zich innam door de zaal in te roepen: "See you in Birmingham!".
Op 26 augustus 2018 kregen Mirga Gražinytė-Tyla en haar partner een zoon.
In februari 2019 tekende Gražinytė-Tyla een exclusief langlopend opnamecontract met het platenlabel Deutsche Grammophon (DG). Haar eerste DG-opname, uitgebracht in 2019, was van de 2e en 21e symfonie van Mieczysław Weinberg en het CBSO, met medewerking van de violist Gidon Kremer en de Kremerata Baltica. Deze opname werd genomineerd voor een Grammy Award in de categorie Best Orchestral Performance bij de 62e Grammy Awards 2019-2020, maar de winnaar werd haar vroegere mentor Gustavo Dudamel. Wel werd deze cd-uitgave in oktober 2020 uitgeroepen tot Album of the Year bij de jaarlijkse Gramophone Awards.
In januari 2021 werd bekendgemaakt dat Gražinyte-Tyla het chef-dirigentschap in Birmingham met ingang van het seizoen 2022-2023 inruilde voor de titel van 'eerste gastdirigent'. Als reden noemde zij haar wens om zich meer te concentreren op de muziek dan op de administratieve verantwoordelijkheden van een muziekdirecteur. Op het contract met DG en de planning van cd-opnamen had dit geen invloed.